# Богдан-2310
Богдан 2310 — автомобиль, производившийся на Черкасском автомобилестроительном заводе «Богдан», с кузовом типа «фургон».
Богдан-2310 построен на базе узлов и агрегатов автомобиля ВАЗ-2110. Автомобиль насчитывает в длину 4265 мм, оборудован грузовым отсеком (объёмом 2,5 м³ без учёта пространства внутри спойлера) и оснащён восьми- и шестнадцатиклапанными двигателями объемом 1,6 литра, мощностью соответственно 80 и 89 л. с.. За счет модернизации подвески грузоподъемность составляет 500—700 кг. Колёсная база автомобиля может быть продлена при необходимости на 270 мм. Конструкция фургона разработана с учётом возможности заводской установки газобаллонного оборудования.

Пикап Богдан-2310 с шильдиком, вид сзади

## Технические характеристики
| Характеристика             | Данные    |
| -------------------------- | --------- |
| Полезная площадь           | 1,9 м²    |
| Полезный объём фургона     | 2,5 м³    |
| Длина фургона              | 1,56 м    |
| Ширина фургона             | 0,9-1,4 м |
| Высота проема задней двери | 1,26 м    |
| Ширина проема задней двери | 1,29 м    |
| Высота жёсткой надстройки  | 1,31 м    |
| Ширина жёсткой надстройки  | 1,68 м    |
| Задний свес                | 0,94 м    |